# Vaga (stolica tytularna)
Vaga (łac. Diocesis Vagensis) – stolica historycznej diecezji w Cesarstwie rzymskim w prowincji Afryka Prokonsularna, sufragania metropolii Kartagina. Współcześnie w Tunezji. Obecnie katolickie biskupstwo tytularne.

## Biskupi tytularni
| Lp. | Biskup                          | Funkcja                                           | Od                | Do                   |
| --- | ------------------------------- | ------------------------------------------------- | ----------------- | -------------------- |
| 1   | Césaire Jean Shang              | wikariusz apostolski Wschodniego Szantung (Chiny) | 22 maja 1894      | 9 września 1911      |
| 2   | Daniel Cohalan                  | biskup pomocniczy Cork i Ross (Irlandia)          | 25 maja 1914      | 29 sierpnia 1916     |
| 3   | Jean Forbes                     | wikariusz apostolski Ugandy                       | 17 listopada 1917 | 13 marca 1926        |
| 4   | Philippe Zhao Huai-yiz          | wikariusz apostolski Süanhwafu (Chiny)            | 24 czerwca 1926   | 14 października 1927 |
| 5   | Anton Theodor Fortunatus Spruit | wikariusz apostolski Luanfu (Chiny)               | 22 grudnia 1927   | 12 lipca 1943        |
| 6   | Victor Sartre                   | wikariusz apostolski Tananarywy (Madagaskar)      | 11 marca 1948     | 14 września 1955     |
| 7   | Bolesław Kominek                | biskup pomocniczy wrocławski                      | 1 grudnia 1956    | 19 marca 1962        |
| 8   | André Rousset                   | biskup pomocniczy Wersalu (Francja)               | 7 lutego 1963     | 9 października 1966  |
| 9   | Józef Gucwa                     | biskup pomocniczy tarnowski                       | 21 grudnia 1968   | 8 marca 2004         |
| 10  | André Gazaille                  | biskup pomocniczy Montrealu (Kanada)              | 11 lutego 2006    | 11 lipca 2011        |
| 11  | Antonín Basler                  | biskup pomocniczy Ołomuńca (Czechy)               | 5 lipca 2017      |                      |